# Aurimas Taurantas

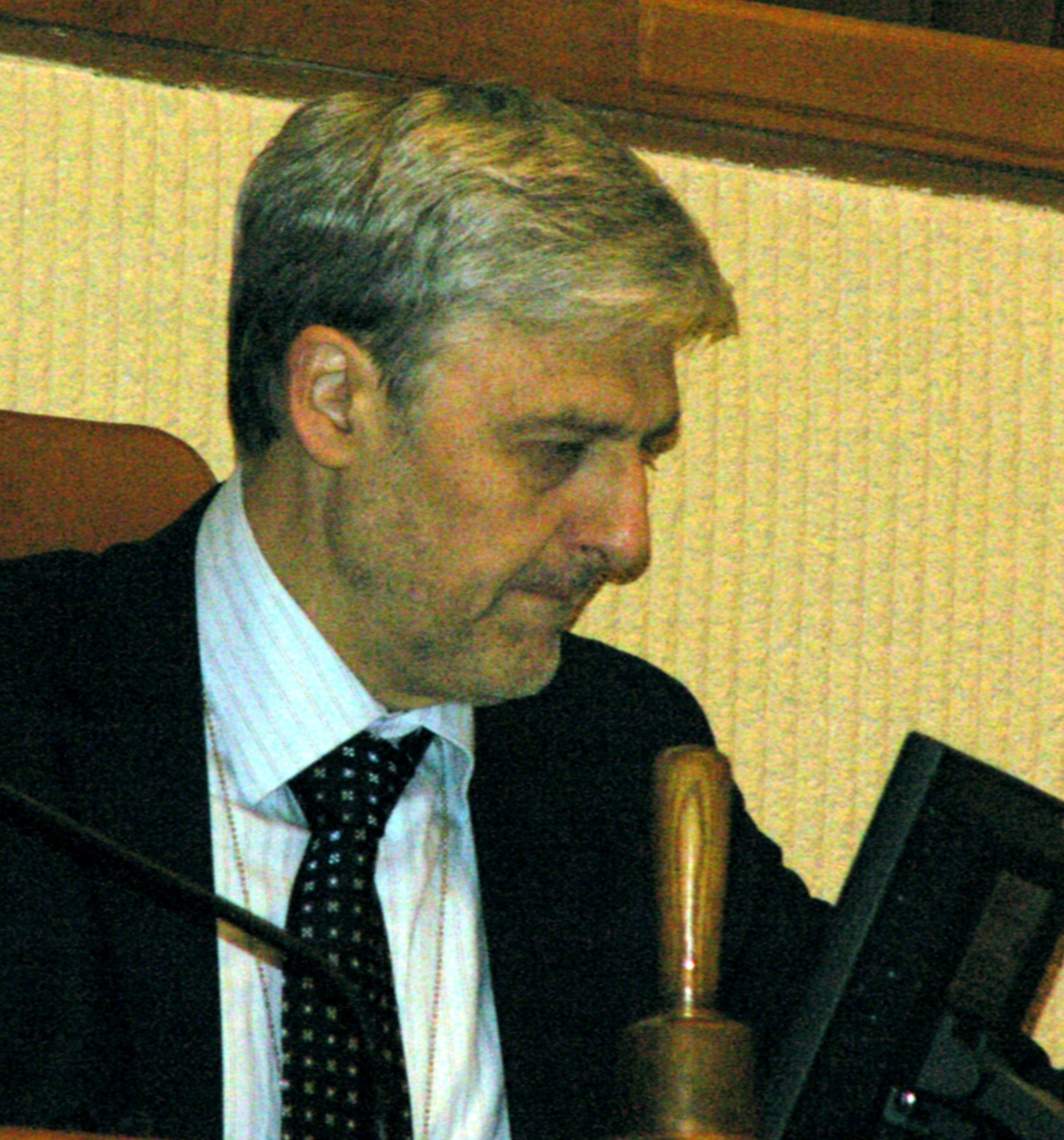

Aurimas Taurantas (*  7. Februar 1956 in Vilnius) ist ein litauischer Politiker und Diplomat.

## Leben
Nach dem Abitur 1974 an der  S. Nėris-Mittelschule in Kaunas absolvierte er 1979 das Diplomstudium für angewandte Mathematik am Kauno politechnikos institutas. Von 1979 bis 1990 arbeitete er als Ingenieur am Forschungsinstitut für Radiomesstechnik Kaunas. Von 1990 bis 1992 wurde er als „Sąjūdis“-Mitglied Deputat im Seimas. 
Von 1992 bis 1993 arbeitete er am Verkehrsministerium Litauens und danach am Außenministerium Litauens.
Von 1994 bis 1999 war er Botschafter beim Europarat in Brüssel, von 2002 bis 2006 in England, ab 2010 in Tschechien.